# Blepharita fratellum
Blepharita fratellum är en fjärilsart som beskrevs av Rudolf Pinker 1965. Blepharita fratellum ingår i släktet Blepharita och familjen nattflyn. Inga underarter finns listade i Catalogue of Life.